# Фибијала (Лука)
Фибијала је насеље у Италији у округу Лука, региону Тоскана.
Према процени из 2011. у насељу је живело 109 становника. Насеље се налази на надморској висини од 271 м.